# مقاطعة سكوت (إلينوي)
مقاطعة سكوت (بالإنجليزية: Scott County)‏ هي إحدى المقاطعات في ولاية إلينوي في الولايات المتحدة الأمريكية.